# Tình cảm

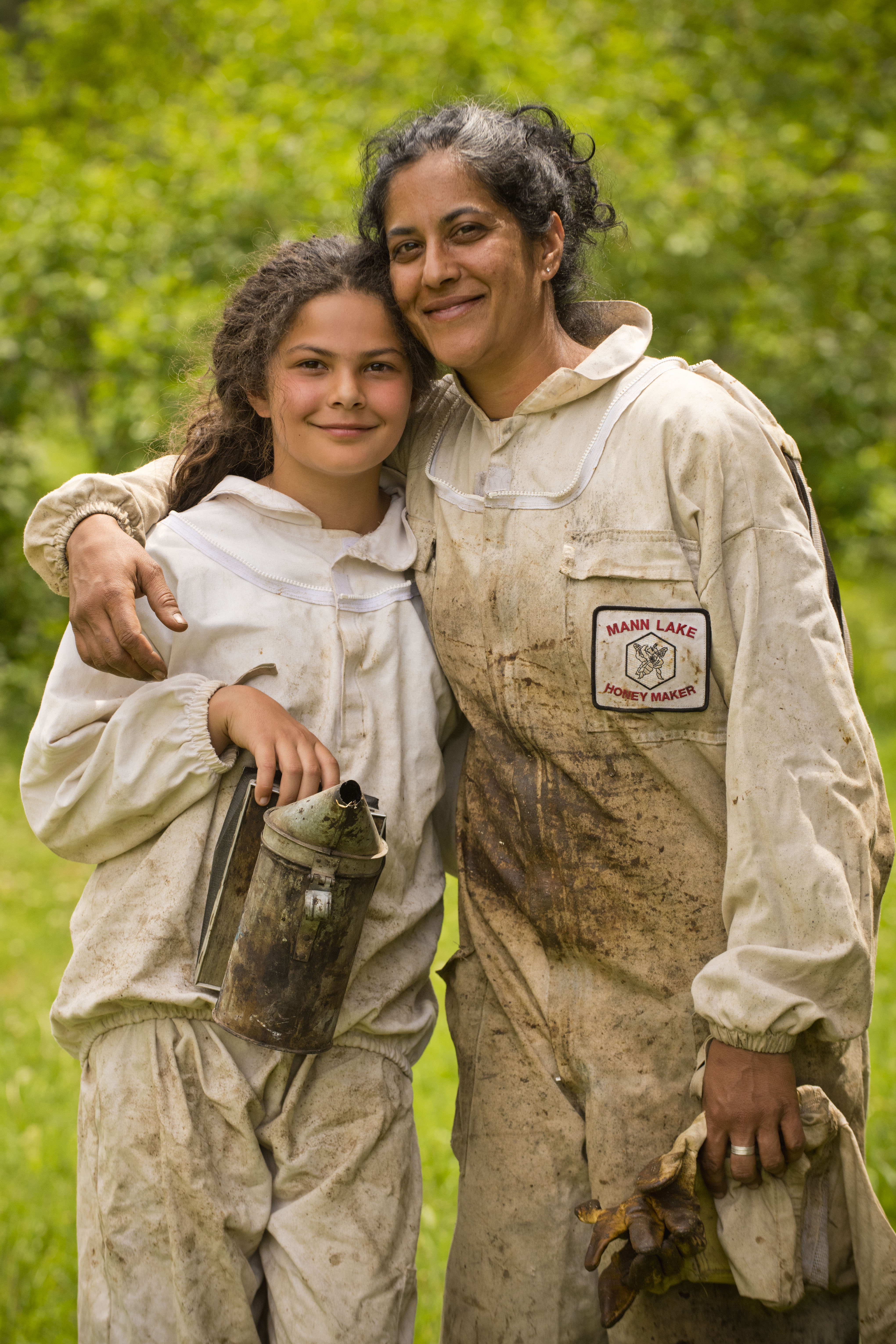
Tình cảm

Tình cảm là những thái độ thể hiện sự rung cảm ổn định của con người đối với sự vật hiện tượng có liên quan đến nhu cầu và động cơ của họ.

## Đặc trưng
- Tính nhận thức: nhận thức được đối tượng và nguyên nhân gây ra tâm lý, biểu hiện tình cảm qua các yếu tố: nhận thức, rung động, xúc cảm,…
- Tính xã hội: thực hiện chức năng xã hội.
- Khái quát, tổng hợp, động hình hóa xúc cảm.
- Ổn định bền vững khó hình thành và khó mất đi.
- Chân thực chính xác nội tâm con người.
- Đối cực, tính chất 2 mặt đối lập của tình cảm.

## Các quy luật
- Quy luật thích ứng.
- Quy luật lây lan.
- Quy luật di chuyển.
- Quy luật pha trộn.
- Quy luật tương phản.
- Quy luật sự hình thành tình cảm.

## So sánh với xúc cảm

### Giống nhau
- Đều do hiện thực khách quan tác động vào tác nhân mà có, đều biểu thị thái độ của con người đối với hiện thực. Ví dụ: Khi ta đứng trước 1 khung cảnh thiên nhiên đẹp, nhờ vào những giác quan mà ta cảm nhận được khung cảnh đẹp, thoáng mát, trong lành gây cho ta cảm xúc thích ngắm nhìn và hít thở không khí trong lành. Khung cảnh thiên nhiên là hiện thực khách quan tác động vào cá nhân.
- Đều mang đậm màu sắc cá nhân. Ví dụ: Mỗi người có mỗi cảm xúc, tình cảm khác nhau, không ai giống ai.

### Khác nhau
Có 3 đặc điểm quan trọng để phân biệt tình cảm với cảm xúc đó là: Tính đối tượng, tính ổn định và tính nhận thức.
| Tình cảm | Xúc cảm |
| --- | --- |
| Chỉ có ở con người. Ví dụ: cha mẹ nuôi con bằng tình yêu thương, lo lắng, che chở cho con suốt cuộc đời. | Có ở con người và động vật. Ví dụ: động vật nuôi con bằng bản năng đến một thời gian nhất định sẽ tách con ra.                                                                                          |
| Là thuộc tính tâm lý. Ví dụ: tình yêu quê hương, yêu Tổ quốc, yêu gia đình,... | Là quá trình tâm lý Ví dụ: sự tức giận, sự ngạc nhiên, sự xấu hổ,… |
| Xuất hiện sau | Xuất hiện trước |
| Có tính chất ổn định và xác định, khó hình thành và khó mất đi. Ví dụ: tình cảm giữa cha mẹ và con cái. Đâu phải mới sinh ra đứa con đã biết yêu cha mẹ, phải trải qua thời gian dài được cha mẹ chăm sóc thì đứa con mới hình thành tình cảm với cha mẹ, tình cảm này khó mất đi. | Có tính chất tạm thời, đa dạng, phụ thuộc vào tình huống. Ví dụ: khi ta thấy một cô gái đẹp, ban đầu ta cảm thấy thích nhưng sau một thời gian thì xúc cảm đó sẽ mất đi hoặc chuyển thành xúc cảm khác. |
| Thường ở trạng thái tiềm tàng. Ví dụ: cha mẹ yêu thương con cái nhưng không nói ra, mặc dù có lúc đánh mắng lúc con hư, nhưng đối với cha mẹ thì luôn tiềm tàng tình yêu thương dành cho con.                                                                                      | Thường ở trạng thái hiện thực. Ví dụ: buồn, vui,… |
| Thực hiện chức năng xã hội: hình thành mối quan hệ tình cảm giữa người vời người. Ví dụ: như cha mẹ với con cái, anh em, bạn bè,… | Thực hiện chức năng sinh học: giúp cho con người và động vật tồn tại được. Ví dụ: con chuột sợ con mèo, nó muốn tồn tại thì khi thấy con mèo phải bỏ chạy.                                              |
| Gắn liền với phản xạ có điều kiện: có được tình cảm phải trải qua quá trình tiếp xúc, hình thành tình cảm. Ví dụ: Nếu một người mẹ mà không ở bên cạnh, không chăm sóc con mình thì tình cảm giữa hai mẹ con sẽ không được sâu nặng hoặc có thể không được hình thành.             | Gắn liền với phản xạ không đều kiện. Ví dụ: sinh ra thì con chuột đã có tính sợ con mèo, vì bản năng trong khi con chuột sinh ra đã như vậy.                                                            |

## Mối liên hệ
Xúc cảm là cơ sở của tình cảm. Tình cảm được hình thành từ quá trình tổng hợp hóa, động hình hóa, khái quát hóa những xúc cảm đồng loại (cùng một phạm trù, cùng một phạm vi đối tượng). Ví dụ: tình cảm của con cái đối với cha mẹ là xúc cảm (dương tính) thường xuyên xuất hiện do liên tục được cha mẹ chăm sóc thoả mãn nhu cầu, dần dần được tổng hợp hoá, động hình hoá, khái quát hoá mà thành.
Tình cảm được xây dựng từ những xúc cảm, nhưng khi đã được hình thành thì tình cảm lại thể hiện qua xúc cảm phong phú đa dạng và chi phối xúc cảm.

## Ý nghĩa, vai trò
- Với nhận thức: là động lực mạnh mẽ kích thích con người tìm tòi chân lý, ngược lại nhận thức là cơ sở, là cái "lý" cho tình cảm => lý và tình là hai mặt của vấn đề nhân sinh quan thống nhất của con người.
- Với hoạt động: tình cảm nảy sinh và biểu tượng cho hoạt động, đồng thời đó cũng là động lực thúc đẩy con người.
- Với đời sống: có vai trò to lớn, vì không có tình cảm thì con người không thể tồn tại và thiếu đi tình cảm thì hoạt động cuộc sống không thể bình thường.
- Với công tác giáo dục: vừa là điều kiện, vừa là nội dung, đồng thời cũng là nội dung, mục đích của giáo dục.

## Các Loại Tình Cảm Của Con người
Tình cảm trong Gia đình (Gia đình lo lắng giúp đỡ nhau không vị lợi)
Tình Cảm anh chị em trong Gia đình
Tình Cảm Bạn bè
Tình Cảm Trai Gái
Tình Cảm Xã Hội con người với nhau (Tương thân, tương ái, Giúp đỡ nhau khi khó khăn)
Tình Làng Nghĩa Xóm (tình cảm giữa những người sống chung 1 khu vực, dù có thể im lặng, nhưng khi có chuyện gì xẩy ra thì hàng xóm và những người gọi là hàng xóm sẽ giúp đỡ nhau)